# Setge d'Esglésies
El Setge d'Esglésies va ser una de les confrontacions entre la Corona d'Aragó i la República de Pisa durant la conquesta aragonesa de Sardenya. Fou instaurat l'estiu del 1323 i es va allargar fins ben entrat l'hivern quan els defensors pisans capitularen la rendició de la plaça.

## Antecedents
En les Corts de Girona de 1321, Jaume el Just aconseguí que Sanç I de Mallorca oferís vint galeres, dos-cents cavalls, i un bon nombre de peons per empendre la conquesta aragonesa de Sardenya i després, va viatjar als regnes d'Aragó i de València, d'on també va rebre ajuda. Hug II d'Arborea, que reclamava un terç del Jutjat de Càller, que els pisans no estaven disposats a cedir, i va passar a l'acció, vencent als pisans en la batalla de San Gavino, que es van replegar a Esglésies i Càller.
Les flotes de València i Catalunya es concentren a Port Fangós. L'1 de juny de 1323, les tres flotes, comandades per l'infant Alfons amb un total de 60 galeres, 14 naus i altres naus petites salpen cap Sardenya, i cinc dies després es concentren a Maó per evitar el mal temps, i on s'hi uneix l'expedició de la Corona de Mallorca capitanejades per Huguet de Totzó. El 12 de juny arriben a Sardenya, i el 14, atraquen en el Golf de Palma di Sulci, al sud de l'illa, on un grup de nobles i senyors sards li presten jurament de fidelitat a l'infant Alfons.
La flota pisana comandada per Manfredi della Gherardesca amb 32 naus, tot i trobar l'estol enemic, no s'hi va enfrontar perquè la flota comandada per l'almirall Francesc Carròs i de Cruïlles era més nombrosa i els aragonesos ja eren en terra, i els tres-cents cavallers alemanys i dos-cents arquers van desembarcar a Càller.

## El setge
Les forces aragoneses es van dirigir a Esglésies, defensada per Vico Ronselmini i Iacopo da Settimo, amb un castell i mines de plata importants per als pisans, que estava sent assetjada per Hug II d'Arborea, aliat de l'infant Alfons. Les forces combinades aragoneses, mallorquines i arborees es componien d'uns 20.000 homes, mentre que la vila disposava d'uns 700 soldats, entre ells 128 ballesters, així com les seves muralles. El setge d'Esglésies va començar l'1 de juliol de 1323.
Després de dos fracassats assalts el 6 i el 20 de juliol, els assetjants eren incapaços de vèncer les muralles, de manera que van tallar les vies de subministrament per vèncer per inanició i obligar els defensors a rendir-se per desgast, mentre els ballesters defensors van causar grans pèrdues entre els atacants.
Durant el setge, en el que moriren Guerau de Rocabertí i Desfar, Gilabert V de Centelles i Artal de Luna y Urrea, els pisans van interceptar la flota que duia Guillem Alomar amb reforços i queviures, i van capturar diversos vaixells i cremar-ne d'altres, i van haver de rebre el socors de Ramón de Sentmenat des de Goceano.
La calor, la humitat, i la malària aviat van delmar ambdues parts, de manera que les víctimes van ser prop de 12.000, i finalment la ciutat es rendí el 7 de febrer de 1324. La guarnició es rendí amb honors i marxà a la defensa de Càller.

## Conseqüències
Els Dalmau VII de Rocabertí i Hug II d'Arborea es dirigiren cap a Castel di Castro, que estava envoltada per aiguamolls salobres, i per aquesta raó van acampar en un turó, que van fortificar, en el mateix lloc es va construir la ciutat anomenada Bonaire. Mentrestant, Manfredi della Gherardesca aconseguí reforços, i el 25 de febrer arribà una flota de 52 vaixells amb cinc-cents cavalls i dos mil ballesters, i es va dirigir a socórrer el setge.
El 29 de febrer l'infant Alfons per terra i l'almirall Francesc Carròs i de Cruïlles per mar, derroten als pisans a la batalla de Lucocisterna, tot i que Manfredi della Gherardesca i 500 homes aconseguiren arribar al castell, mentre la resta dels pisans es dispersava. Finalment, el 19 de juny, es signa la capitulació, segons la qual Pisa cedeix a Jaume el Just tots els drets sobre Sardenya tret de Càller. Finalment, després de la derrota de pisans i genovesos a la batalla naval de Càller, van haver de cedir la darrera ciutat que conservaven.